# Robert Wigmore
Robert George Wigmore (ur. 8 września 1949 w Titikaveka, zm. 13 kwietnia 2012 w Titikaveka) – polityk Wysp Cooka.
Do parlamentu dostał się po raz pierwszy po wyborach parlamentarnych w 1999 jako reprezentant Partii Demokratycznej. W gabinecie Roberta Woontona początkowo był podsekretarzem. W listopadzie 2002 objął stanowisko ministra rolnictwa, środowiska i sprawiedliwości. Piastował je do 2004.

## Życie prywatne
Był żonaty z Tuaine Wigmore, z którą miał ośmioro dzieci – dwóch synów i sześć córek. Przyczyną śmierci Roberta Wigmore’a był nowotwór gruczołu krokowego.